# Gran Premio de Francia de Motociclismo de 1997

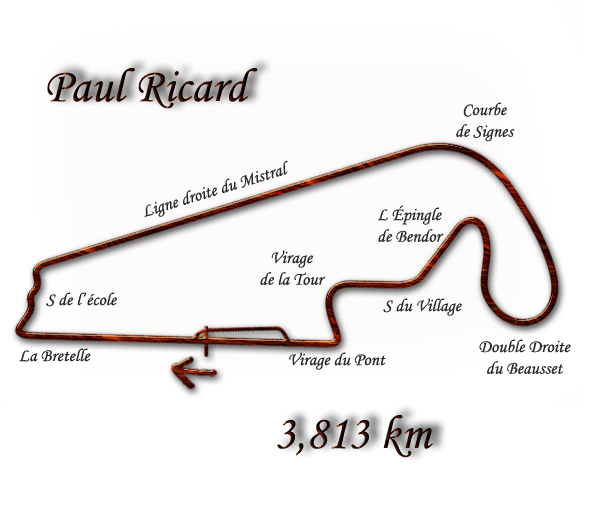
El circuito de Paul Ricard en el año 1997

El Gran Premio de Francia de Motociclismo de 1997 fue la sexta prueba del Campeonato del Mundo de Motociclismo de 1997. Tuvo lugar en el fin de semana del 6 al 8 de junio de 1997 en el Circuito Paul Ricard, situado en la ciudad de Le Castellet, Francia. La carrera de 500cc fue ganada por Mick Doohan, seguido de Carlos Checa y Tadayuki Okada. Tetsuya Harada ganó la prueba de 250cc, por delante de Max Biaggi y Ralf Waldmann. La poko 
125cc fue ganada por Valentino Rossi, Tomomi Manako fue segundo y Garry McCoy tercero.

## Resultados 500cc
| Pos. | N.º | Piloto              | Constructor | Vueltas | Tiempo    | Parrilla | Pts. |
| ---- | --- | ------------------- | ----------- | ------- | --------- | -------- | ---- |
| 1    | 1   | Mick Doohan         | Honda       | 31      | 42:38.064 | 1        | 25   |
| 2    | 8   | Carlos Checa        | Honda       | 31      | +4.292    | 7        | 20   |
| 3    | 7   | Tadayuki Okada      | Honda       | 31      | +5.715    | 4        | 16   |
| 4    | 2   | Àlex Crivillé       | Honda       | 31      | +6.159    | 2        | 13   |
| 5    | 24  | Takuma Aoki         | Honda       | 31      | +24.227   | 5        | 11   |
| 6    | 4   | Alex Barros         | Honda       | 31      | +41.437   | 6        | 10   |
| 7    | 5   | Norifumi Abe        | Yamaha      | 31      | +41.734   | 12       | 9    |
| 8    | 9   | Alberto Puig        | Honda       | 31      | +44.834   | 10       | 8    |
| 9    | 14  | Juan Borja          | ELF 500     | 31      | +51.921   | 14       | 7    |
| 10   | 23  | Anthony Gobert      | Suzuki      | 31      | +52.601   | 11       | 6    |
| 11   | 19  | Doriano Romboni     | Aprilia     | 31      | +53.860   | 9        | 5    |
| 12   | 6   | Daryl Beattie       | Suzuki      | 31      | +56.191   | 15       | 4    |
| 13   | 20  | Sete Gibernau       | Yamaha      | 31      | +1:01.044 | 17       | 3    |
| 14   | 11  | Troy Corser         | Yamaha      | 31      | +1:04.573 | 21       | 2    |
| 15   | 21  | Jurgen vd Goorbergh | Honda       | 31      | +1:17.668 | 18       | 1    |
| 16   | 16  | Jürgen Fuchs        | ELF 500     | 31      | +1:20.972 | 19       |      |
| 17   | 13  | Bernard Garcia      | Honda       | 31      | +1:23.191 | 23       |      |
| 18   | 15  | Frédéric Protat     | Honda       | 30      | +1 Vuelta | 25       |      |
| 19   | 17  | Lucio Pedercini     | ROC Yamaha  | 30      | +1 Vuelta | 22       |      |
| Ret  | 3   | Luca Cadalora       | Yamaha      | 24      |           | 8        |      |
| Ret  | 18  | Nobuatsu Aoki       | Honda       | 19      |           | 3        |      |
| Ret  | 25  | Laurent Naveau      | ROC Yamaha  | 17      |           | 24       |      |
| Ret  | 12  | Jean-Michel Bayle   | Modenas KR3 | 14      |           | 16       |      |
| Ret  | 10  | Kenny Roberts Jr    | Modenas KR3 | 4       |           | 13       |      |
| Ret  | 22  | Kirk McCarthy       | ROC Yamaha  | 4       |           | 20       |      |

- Pole Position: Mick Doohan, 1:21.082
- Vuelta Rápida: Mick Doohan, 1:21.674

## Resultados 250cc
| Pos. | N.º | Piloto               | Constructor | Vueltas | Tiempo    | Parrilla | Pts. |
| ---- | --- | -------------------- | ----------- | ------- | --------- | -------- | ---- |
| 1    | 31  | Tetsuya Harada       | Aprilia     | 29      | 40:58.961 | 6        | 25   |
| 2    | 1   | Max Biaggi           | Honda       | 29      | +0.043    | 2        | 20   |
| 3    | 2   | Ralf Waldmann        | Honda       | 29      | +0.224    | 4        | 16   |
| 4    | 65  | Loris Capirossi      | Aprilia     | 29      | +8.387    | 3        | 13   |
| 5    | 5   | Tohru Ukawa          | Honda       | 29      | +29.702   | 5        | 11   |
| 6    | 7   | Haruchika Aoki       | Honda       | 29      | +46.755   | 9        | 10   |
| 7    | 27  | Sebastián Porto      | Aprilia     | 29      | +53.322   | 12       | 9    |
| 8    | 6   | Luis d'Antin         | Yamaha      | 29      | +56.677   | 13       | 8    |
| 9    | 16  | William Costes       | Honda       | 29      | +58.027   | 11       | 7    |
| 10   | 18  | Osamu Miyazaki       | Yamaha      | 29      | +58.257   | 19       | 6    |
| 11   | 11  | Jeremy McWilliams    | Honda       | 29      | +58.414   | 16       | 5    |
| 12   | 21  | Franco Battaini      | Aprilia     | 29      | +59.619   | 17       | 4    |
| 13   | 66  | Sébastien Gimbert    | Honda       | 29      | +1:04.540 | 18       | 3    |
| 14   | 29  | Idalio Gavira        | Aprilia     | 28      | +1 Vuelta | 21       | 2    |
| 15   | 24  | Claudio Vanzetta     | Aprilia     | 28      | +1 Vuelta | 22       | 1    |
| 16   | 70  | Frédéric Boutin      | Aprilia     | 28      | +1 Vuelta | 27       |      |
| Ret  | 68  | Bertrand Stey        | Honda       | 15      |           | 23       |      |
| Ret  | 15  | Stefano Perugini     | Aprilia     | 13      |           | 8        |      |
| Ret  | 12  | Takeshi Tsujimura    | TSR-Honda   | 13      |           | 7        |      |
| Ret  | 20  | Noriyasu Numata      | Suzuki      | 13      |           | 14       |      |
| Ret  | 67  | Franck Poulle        | Honda       | 13      |           | 28       |      |
| Ret  | 17  | José Luis Cardoso    | Yamaha      | 0       |           | 10       |      |
| Ret  | 19  | Olivier Jacque       | Honda       | 0       |           | 1        |      |
| Ret  | 8   | Cristiano Migliorati | Honda       | 0       |           | 15       |      |
| DNS  | 14  | Jamie Robinson       | Suzuki      |         |           | 20       |      |
| DNS  | 28  | Eustaquio Gavira     | Aprilia     |         |           | 24       |      |
| DNS  | 22  | Kurtis Roberts       | Aprilia     |         |           | 25       |      |
| DNS  | 71  | Gilles Ferstler      | Honda       |         |           | 26       |      |
| DNQ  | 10  | Luca Boscoscuro      | Honda       |         |           |          |      |

- Pole Position: Olivier Jacque, 1:23.059
- Vuelta Rápida: Loris Capirossi, 1:23.559

## Resultados 125cc
| Pos. | N.º | Piloto             | Constructor | Vueltas | Tiempo    | Parrilla | Pts. |
| ---- | --- | ------------------ | ----------- | ------- | --------- | -------- | ---- |
| 1    | 46  | Valentino Rossi    | Aprilia     | 27      | 40:20.214 | 3        | 25   |
| 2    | 3   | Tomomi Manako      | Honda       | 27      | +2.961    | 6        | 20   |
| 3    | 72  | Garry McCoy        | Aprilia     | 27      | +12.462   | 1        | 16   |
| 4    | 41  | Youichi Ui         | Yamaha      | 27      | +17.681   | 10       | 13   |
| 5    | 19  | Frédéric Petit     | Honda       | 27      | +30.402   | 9        | 11   |
| 6    | 62  | Yoshiaki Katoh     | Yamaha      | 27      | +38.164   | 17       | 10   |
| 7    | 32  | Mirko Giansanti    | Honda       | 27      | +44.116   | 13       | 9    |
| 8    | 21  | Gianluigi Scalvini | Honda       | 27      | +44.549   | 14       | 8    |
| 9    | 20  | Masao Azuma        | Honda       | 27      | +44.745   | 11       | 7    |
| 10   | 12  | Dirk Raudies       | Honda       | 27      | +49.734   | 16       | 6    |
| 11   | 17  | Enrique Maturana   | Yamaha      | 27      | +51.151   | 18       | 5    |
| 12   | 24  | Gino Borsoi        | Yamaha      | 27      | +1:02.148 | 23       | 4    |
| 13   | 22  | Steve Jenkner      | Aprilia     | 27      | +1:05.228 | 22       | 3    |
| 14   | 25  | Josep Sarda        | Honda       | 27      | +1:05.473 | 20       | 2    |
| 15   | 29  | Ángel Nieto Jr     | Aprilia     | 27      | +1:05.955 | 24       | 1    |
| 16   | 26  | Ivan Goi           | Aprilia     | 27      | +1:29.111 | 21       |      |
| 17   | 71  | Nicolas Dussauge   | Honda       | 26      | +1 Vuelta | 19       |      |
| 18   | 77  | Benny Jerzenbeck   | Honda       | 26      | +1 Vuelta | 27       |      |
| 19   | 70  | Vincent Philippe   | Honda       | 26      | +1 Vuelta | 29       |      |
| 20   | 67  | Patrick Detot      | Honda       | 26      | +1 Vuelta | 30       |      |
| 21   | 69  | Fabien Rousseau    | Aprilia     | 26      | +1 Vuelta | 28       |      |
| Ret  | 15  | Roberto Locatelli  | Honda       | 22      |           | 2        |      |
| Ret  | 7   | Noboru Ueda        | Honda       | 17      |           | 4        |      |
| Ret  | 39  | Jaroslav Huleš     | Honda       | 9       |           | 25       |      |
| Ret  | 66  | Eric Mizera        | Honda       | 8       |           | 26       |      |
| Ret  | 68  | Mike Lougassi      | Honda       | 5       |           | 31       |      |
| Ret  | 33  | Manfred Geissler   | Aprilia     | 4       |           | 12       |      |
| Ret  | 10  | Lucio Cecchinello  | Honda       | 4       |           | 15       |      |
| Ret  | 8   | Kazuto Sakata      | Aprilia     | 2       |           | 5        |      |
| DNS  | 2   | Masaki Tokudome    | Aprilia     |         |           | 7        |      |
| DNS  | 5   | Jorge Martínez     | Aprilia     |         |           | 8        |      |

- Pole Position: Garry McCoy, 1:28.774
- Vuelta Rápida: Tomomi Manako, 1:28.383